# Gemeindefriedhof Engelskirchen

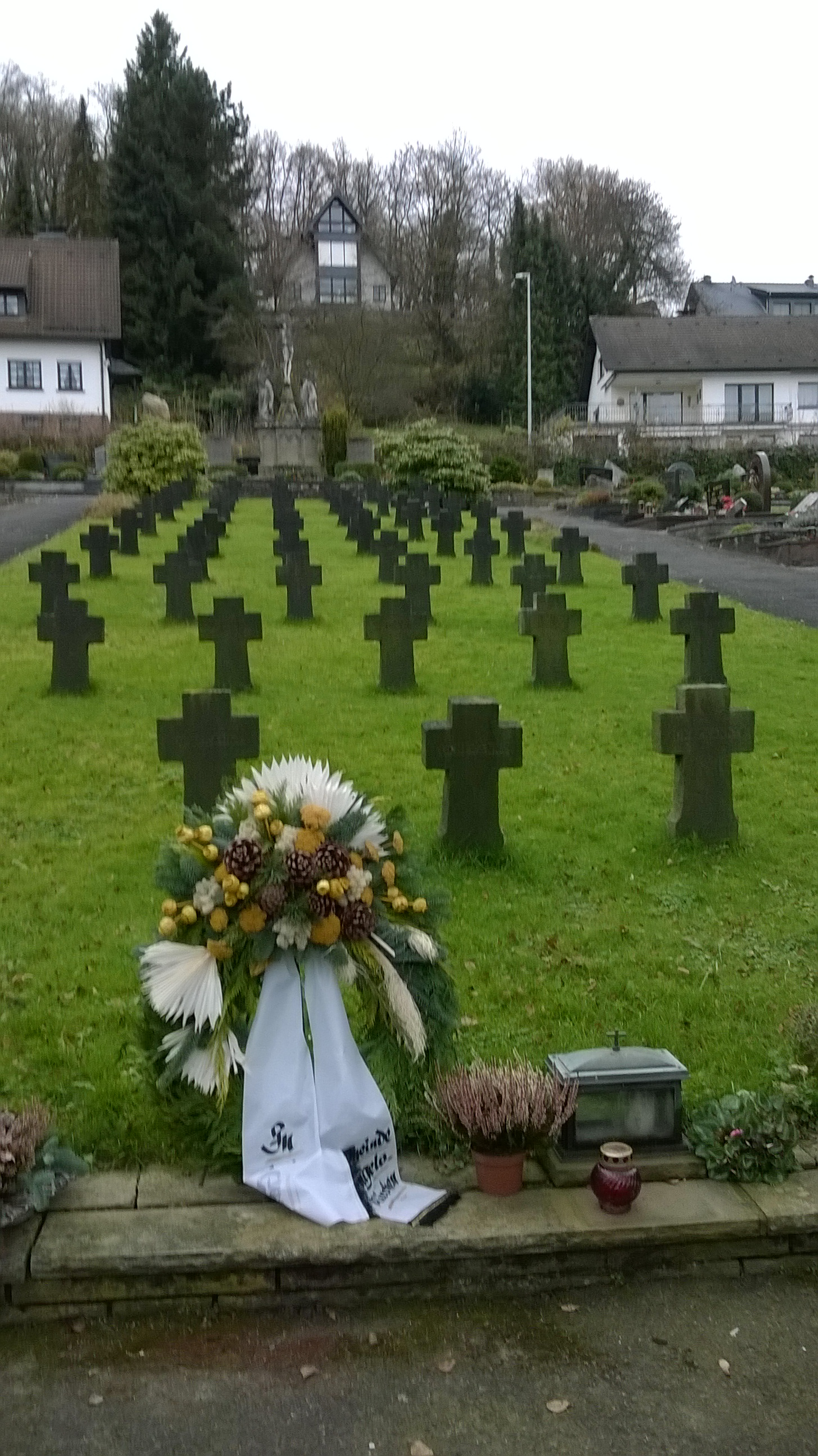
Gedenkstätte Kriegstote

Der Gemeindefriedhof von Engelskirchen liegt nahe der katholischen Kirche St. Peter und Paul. Er enthält eine Gedenkstätte für Kriegstote. Seine Adresse lautet: Im Pfarrgarten. Er ist einer von acht Friedhöfen der Gemeinde Engelskirchen.

## Geschichte
Der Friedhof wurde 1897 eingeweiht. Damit konnte der Alte Friedhof unterhalb der Kirche geschlossen werden. 1914 wurde eine erste Erweiterung vorgenommen, Anfang der 1970er Jahre eine zweite. Heute umfasst der Friedhof eine Fläche von 19.500 Quadratmetern auf einem parkartigen Gelände mit 2760 Grabstellen. Für die Ausgestaltung von Trauerfeiern wurde 1972 eine Halle erbaut.

## Gedenkstätte
Nahe dem Eingang wurde eine Kriegsgräberstätte für 371 Tote aus dem Ersten und Zweiten Weltkrieg angelegt. Unter den Toten wurden auch 59 aus der ehemaligen Sowjetunion, 5 Italiener, 4 Polen, ein Jugoslawe und einer mit unbekannter Nationalität gezählt. Zum Gedenken an über 300 Opfer, die bei Bombenangriffen auf Engelskirchen am 19. und 28. März 1945 ums Leben kamen, wurde eine kleine Kapelle errichtet. Das Gräberfeld wird von der Gemeinde gepflegt. Nach dem Gesetz über die Erhaltung der Gräber der Opfer von Krieg und Gewaltherrschaft soll es auf Dauer bestehen bleiben.

### Das Massengrab von Engelskirchen
Auf dem Friedhof existiert ein kyrillisch beschrifteter Gedenkstein, der ein Massengrab markiert. 
Der Text auf dem Gedenkstein lautet in deutscher Übersetzung: Hier liegen die Gebeine von dreiundfünzig im Krieg in den Jahren 1941 – 1945 verstorbenen russischen Bürgern. 
Bei den dort bestatteten Toten handelt es sich zum größten Teil um Kriegsgefangene, die im Lager Hommerich zu Tode kamen. Ihre Leichen wurden zum Teil auf einer Lichtung in der Nähe verscharrt, zum Teil in Hohkeppel beerdigt. In der Nachkriegszeit wurden sie nach Engelskirchen umgebettet. Die Namen der Opfer aus Hommerich und der weiteren Toten im Massengrab sind nicht bekannt.